# Oswaldtwistle
Oswaldtwistle is een plaats in het bestuurlijke gebied Hyndburn, in het Engelse graafschap Lancashire. De plaats telt 12.530 inwoners.

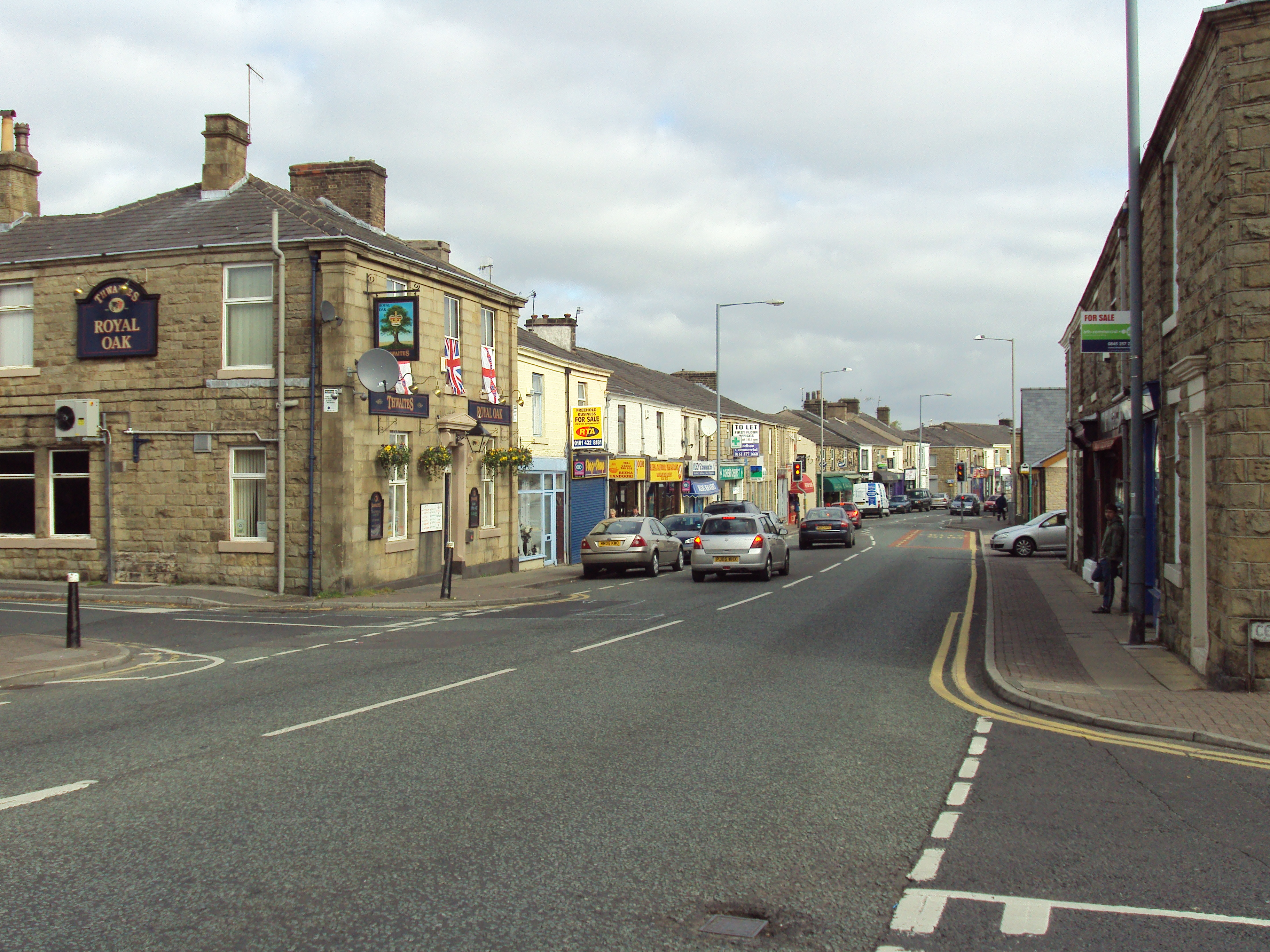